# جائزة البرازيل الكبرى 2010
جائزة البرازيل الكبرى 2010 (بالإنجليزية: 2010 Brazilian Grand Prix)‏ هو سباق فورمولا 1 أقيم بتاريخ 7 نوفمبر، 2010 في حلبة جوزيه كارلوس بيس للسيارات، البرازيل. كان الثامن عشر من أصل 19 في بطولة العالم لسباقات الفورمولا واحد موسم 2010. حلّ الألماني سباستيان فيتل أولا بينما جاء الأسترالي مارك ويبر في المركز الثاني وحصل على المركز الثالث الإسباني فرناندو ألونسو.